# El mercader de Venecia (film 1981)
El mercader de Venecia  ("Il mercante di Venezia") è un film per la televisione del 1981 diretto da Alberto González Vergel per la serie televisiva Estudio 1.  
Si tratta della seconda versione dell'opera teatrale di Shakespeare, prodotta dalla Televisión Española, dopo quella trasmessa nel 1967. Il cast di attori spagnoli ha Luis Prendes (Shylock) come protagonista.

## Trama
A Venezia, Shylock chiede una libbra della carne di Antonio se costui, suo debitore non riuscirà a ripagargli un debito di cui si era fatto garante per Bassanio. Antonio accetta il patto ma, al momento del pagamento, non riesce a restituire il denaro. Davanti al Doge, a difendere Antonio si presenta Baldassarre, un avvocato che è, in realtà, Porzia, la moglie di Bassanio, travestitasi così all'insaputa di tutti. Porzia riesce a risolvere la causa facendo notare che se Shylock vorrà avere a tutti i costi la libbra di carne, potrà averla ma senza versare neanche una goccia di sangue di un cristiano. In caso contrario, sarà condannato a morte e i suoi beni confiscati. Abbandonato anche dalla figlia Jessica, Shylock cede.

## Produzione
Il film fu prodotto in Spagna per la Televisión Española (TVE).

## Distribuzione
Lo spettacolo fu trasmesso in Spagna  dalla Televisión Española (TVE) il 2 ottobre 1981 per la serie Estudio 1.